# Għar Lapsi

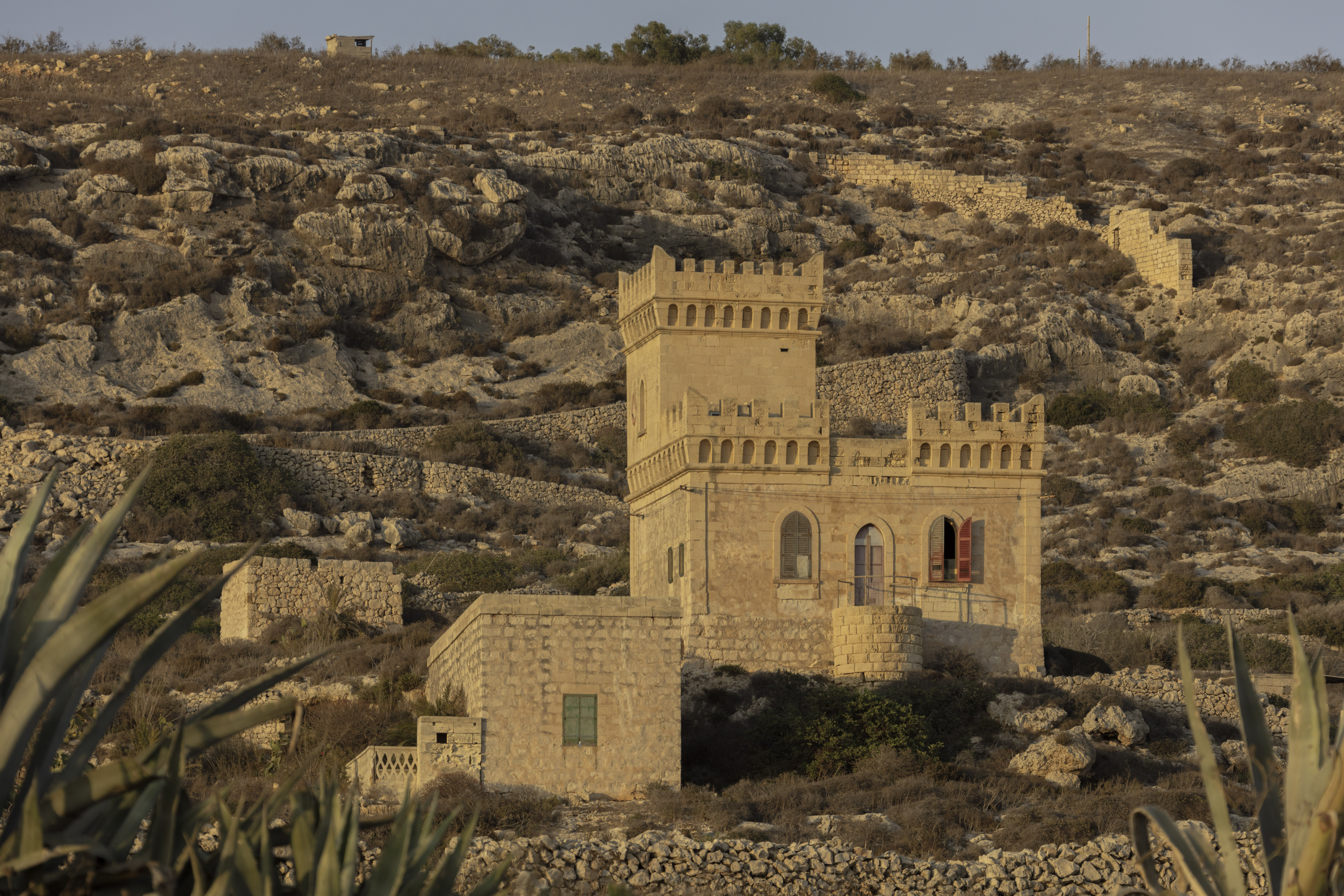
Torre de Ghar Lapsi.

Għar Lapsi es una pequeña bahía cerca de Siġġiewi, Malta. Se encuentra aproximadamente a 1 km al suroeste de la Gruta Azul.